# キャリー・マリガン
キャリー・ハンナ・マリガン（Carey Hannah Mulligan CBE, 1985年5月28日 - ）は、イギリスの女優。

## 来歴

### 生い立ち
イングランド・ロンドン市内のウェストミンスター出身。父親のスティーブンはリバプール出身、母親のナノ（旧姓ブース）はウェールズ出身の大学講師。曾祖父からはアイルランド人の血を引いている。オックスフォード大学を卒業した兄（オーウェン）がいる。インターコンチネンタルホテルのマネージャーである父の仕事の都合で3歳から8歳の時までドイツに住んでいた。
レディング大学への入学が決まっていたものの、18歳の時にギャップ・イヤーをとった。このとき、高校にジュリアン・フェロウズが講演にやってきた。講演後、彼女は校長に、大学へ行きたくない、と伝え、彼に自分の芝居への情熱を伝えるように頼んだ。数週間後、フェロウズの妻から電話があり、見込みのある若者を囲んだ夕食会に招待された。こののち、彼らに推薦されることにより映画『プライドと偏見』での役を勝ち取った。

### キャリア

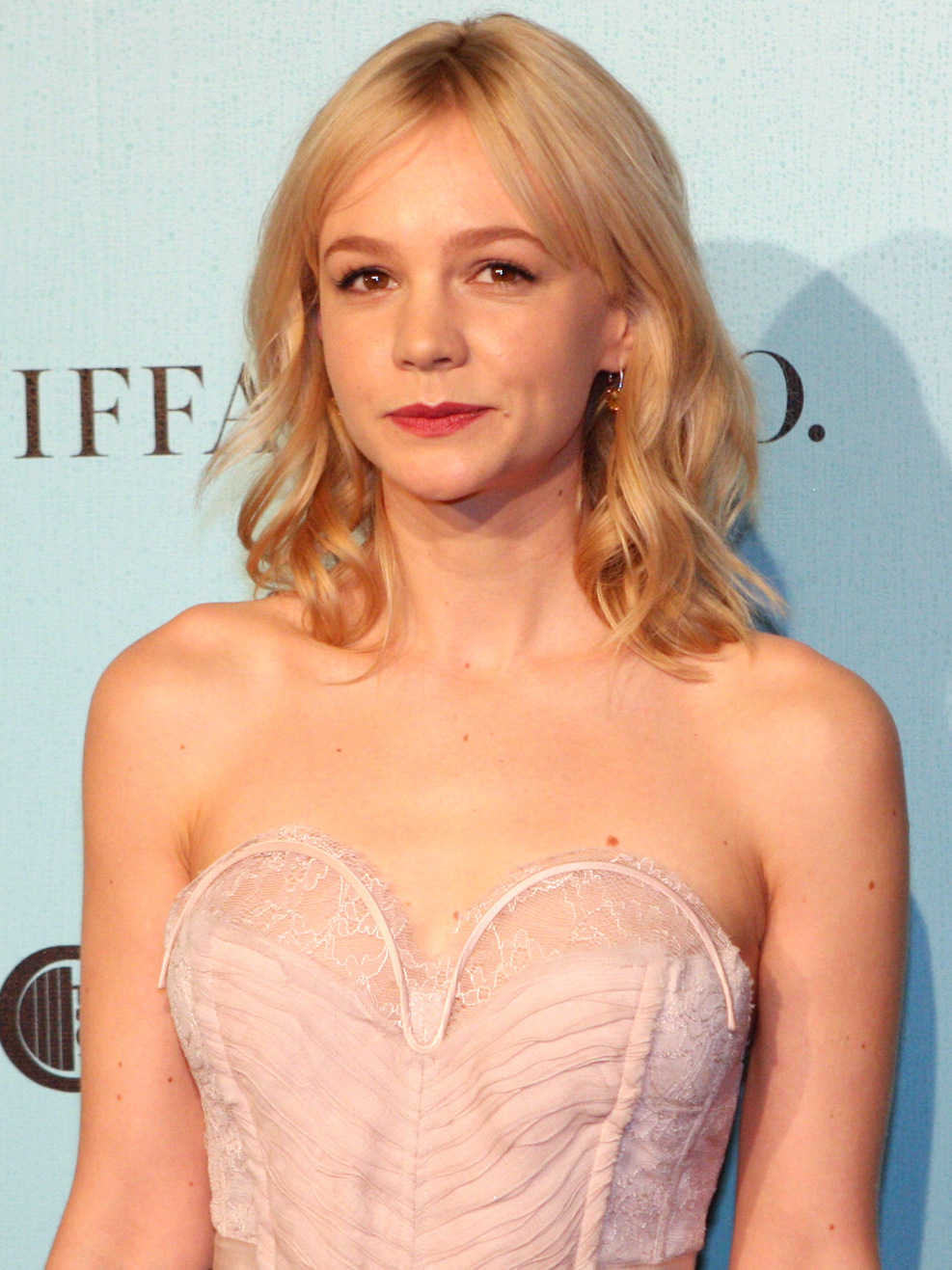
2013年、『華麗なるギャツビー』オーストラリアプレミアでのマリガン

2004年に舞台でデビュー。翌年公開のキーラ・ナイトレイ主演作『プライドと偏見』で映画デビュー。また、同年放送の『ブリーク・ハウス』に出演し、注目を集める。主にイギリス国内で活躍している。
2008年にアントン・チェーホフ『かもめ』でブロードウェイデビューを果たし、ドラマ・デスク・アワードにノミネートされた。2009年には第59回ベルリン国際映画祭でシューティング・スター賞を受賞した。
2009年公開の『17歳の肖像』で英国アカデミー賞 主演女優賞を受賞し、アカデミー主演女優賞に初ノミネートされた。更に2011年のニコラス・ウィンディング・レフンが第64回カンヌ国際映画祭にて監督賞を受賞した『ドライヴ』で英国アカデミー賞 助演女優賞にもノミネートされた。
2020年の『プロミシング・ヤング・ウーマン』で2度目となるアカデミー主演女優賞候補となり、2022年の『SHE SAID/シー・セッド その名を暴け』では英国アカデミー賞 助演女優賞に再びノミネートされた。そして翌年の『マエストロ: その音楽と愛と』でも3度目となるアカデミー主演女優賞候補となった。

### 私生活
2009年8月から『ウォール・ストリート』で共演したシャイア・ラブーフと交際していたが2010年10月に別れた。その後トム・スターリッジ、エディ・レッドメインと交際していた。2011年2月からは幼馴染のイギリスのフォークバンド・マムフォード・アンド・サンズのマーカス・マムフォードと交際し、同年8月に婚約、2012年4月21日、イギリス南西部サマセットの農場で挙式した。
2015年、女児を出産、その後二人出産し、三人の子どもがいる。

## 主な出演作品

### 映画
| 公開年 | 邦題 原題                                                             | 役名                                               | 備考 | 吹き替え                     |
| ------ | --------------------------------------------------------------------- | -------------------------------------------------- | --- | ---------------------------- |
| 2005   | プライドと偏見 Pride & Prejudice                                      | キティ・ベネット                                   | | TBA                          |
| 2007   | And When Did You Last See Your Father?                                | レイチェル                                         | | N/A                          |
| 2009   | グレイティスト The Greatest                                           | ローズ                                             | 日本劇場未公開 | （吹き替え版なし）           |
| 2009   | パブリック・エネミーズ Public Enemies                                 | キャロル                                           | | TBA                          |
| 2009   | 17歳の肖像 An Education                                               | ジェニー                                           | 英国アカデミー賞 主演女優賞受賞 ナショナル・ボード・オブ・レビュー賞 女優賞受賞 アカデミー主演女優賞ノミネート ゴールデングローブ賞 主演女優賞 (ドラマ部門)ノミネート 全米映画俳優組合賞主演女優賞ノミネート 全米映画俳優組合賞キャスト賞ノミネート          | 勝島乙江                     |
| 2009   | マイ・ブラザー Brothers                                               | キャシー・ウィリス                                 | | 羽飼まり                     |
| 2010   | ウォール・ストリート Wall Street: Money Never Sleeps                  | ウィニー・ゲッコー                                 | | 斎藤恵理                     |
| 2010   | わたしを離さないで Never Let Me Go                                    | キャシー                                           | | 三ッ木勇気                   |
| 2011   | ドライヴ Drive                                                        | アイリーン                                         | 英国アカデミー賞 助演女優賞ノミネート | 下山田綾華 TBA（機内上映版） |
| 2011   | SHAME -シェイム- Shame                                                | シシー                                             | | 佐古真弓                     |
| 2013   | 華麗なるギャツビー The Great Gatsby                                   | デイジー・ブキャナン                               | | 白石涼子                     |
| 2013   | インサイド・ルーウィン・デイヴィス 名もなき男の歌 Inside Llewyn Davis | ジーン・バークレー                                 | | （吹き替え版なし）           |
| 2015   | 遥か群衆を離れて Far from the Madding Crowd                           | バスシェバ・エヴァーデン                           | 日本劇場未公開 | 恒松あゆみ                   |
| 2015   | 未来を花束にして Suffragette                                          | モード・ワッツ                                     | ハリウッド映画賞主演女優賞受賞 | （吹き替え版なし）           |
| 2017   | マッドバウンド 哀しき友情 Mudbound                                    | ローラ・マッカラン                                 | ハリウッド映画賞アンサンブル演技賞受賞 全米映画俳優組合賞キャスト賞ノミネート | 宮島依里                     |
| 2018   | ワイルドライフ Wildlife                                               | ジャネット・ブリンソン                             | | （吹き替え版なし）           |
| 2020   | プロミシング・ヤング・ウーマン Promising Young Woman                  | カサンドラ・トーマス（キャシー）                   | 放送映画批評家協会賞 主演女優賞受賞 ロサンゼルス映画批評家協会賞 主演女優賞受賞 ナショナル・ボード・オブ・レビュー賞 女優賞受賞 アカデミー主演女優賞ノミネート ゴールデングローブ賞 主演女優賞 (ドラマ部門)ノミネート 全米映画俳優組合賞主演女優賞ノミネート | TBA（Netflix版）             |
| 2021   | 時の面影 The Dig                                                      | エディス・プリティ                                 | Netflixオリジナル作品 | 甲斐田裕子                   |
| 2022   | SHE SAID/シー・セッド その名を暴け She Said                           | ミーガン・トゥーイー                               | | 本田貴子                     |
| 2023   | Saltburn                                                              | パメラ                                             | | TBA                          |
| 2023   | マエストロ: その音楽と愛と Maestro                                    | フェリシア・モンテアレグレ・コーン・バーンスタイン | Netflixオリジナル作品 | 水樹奈々                     |
| 2024   | スペースマン Spaceman                                                 | レンカ                                             | Netflixオリジナル作品 | 甲斐田裕子                   |

### テレビ
| 放送年 | 邦題 原題                                                             | 役名                       | 備考                         | 吹き替え           |
| ------ | --------------------------------------------------------------------- | -------------------------- | ---------------------------- | ------------------ |
| 2005   | ブリーク・ハウス Bleak House                                          | エイダ・クレア             | 15エピソードに出演           |                    |
| 2006   | 奥さまは首相 〜ミセス・プリチャードの挑戦〜 The Amazing Mrs Pritchard | エミリー・プリチャード     | 6エピソードに出演            | 久嶋志帆           |
| 2006   | Trial & Retribution X: Sins of the Father                             | エミリー・ハロゲート       | テレビ映画                   | N/A                |
| 2006   | ミス・マープル2 シタフォードの謎 Marple: The Sittaford Mystery        | ヴァイオレット・ウィレット | テレビ映画                   | 弓場沙織           |
| 2007   | ウェイキング・ザ・デッド 迷宮事件捜査班 Waking The Dead               | シスター・ブリジット       | 2エピソードに出演            | （吹き替え版なし） |
| 2007   | ドクター・フー Doctor Who                                             | サリー・スパロウ           | エピソード「まばたきするな」 |                    |
| 2007   | ダニエル・ラドクリフの マイ・ボーイ・ジャック My Boy Jack             | エルシー・キップリング     | テレビ映画                   | 武田華             |
| 2007   | ノーサンガー・アベイ Northanger Abbey                                 | イザベラ・ソープ           | テレビ映画                   |                    |
| 2018   | コラテラル 真実の行方 Collateral                                      | キップ・グラスピー         | 4エピソードに出演            | 下山田綾華         |
| 2021   | サタデー・ナイト・ライブ Saturday Night Live                          | ホスト                     | 「Carey Mulligan/Kid Cudi」  | N/A                |